# Egon Niklasson
Axel Egon Niklasson, född 28 augusti 1914 i Kristine församling, Göteborg, död 4 juni 1982 i Härlanda församling, Göteborg, var en svensk fotbollsspelare (högerytter) som representerade Gais på 1930-talet.
Niklasson debuterade för Gais säsongen 1934/1935 och spelade sammanlagt 42 matcher för klubben (10 mål) till och med säsongen 1938/1939. Han var med när Gais åkte ur allsvenskan 1938 men fortsatte ytterligare en säsong för klubben i division II.
Niklasson var bror till Erik Niklasson, som senare också kom att spela för Gais.